# Mimosa acutistipula var. ferrea
Mimosa acutistipula var. ferrea, também conhecido como jureminha, é uma variedade de Mimosa acustipula, do gênero Mimosa . Esta variedade ocorre em vegetação  de canga dos  estados  do
Maranhão,   Mato  Grosso
e  do  Pará,
geralmente  associada  a altitudes
que   variam  de
300  a  700
metros.  Alguns  indivíduos
também   foram  coletados
em  floresta  estacional
decidual  no   estado
do  Maranhão.

## Taxonomia
A variedade foi descrita em 1991 por Rupert Charles Barneby.

## Forma de vida
É uma espécie terrícola, arbustiva e arbórea.

## Descrição
Pode ser reconhecida por uma combinação de caracteres que inclui folhas  maiores  com  de de 7 a 11  pares  de  folíolos  e  24-38  pares  de  foliólulos, e espigas com de de 5 a 8  centímetros  de comprimento.

## Distribuição
A espécie é encontrada nos estados brasileiros de Maranhão, Mato Grosso e Pará.
Em termos ecológicos, é encontrada nos  domínios fitogeográficos de Floresta Amazônica e Cerrado, em regiões com vegetação de campos rupestres e floresta estacional decidual.